# Rupicapra rupicapra

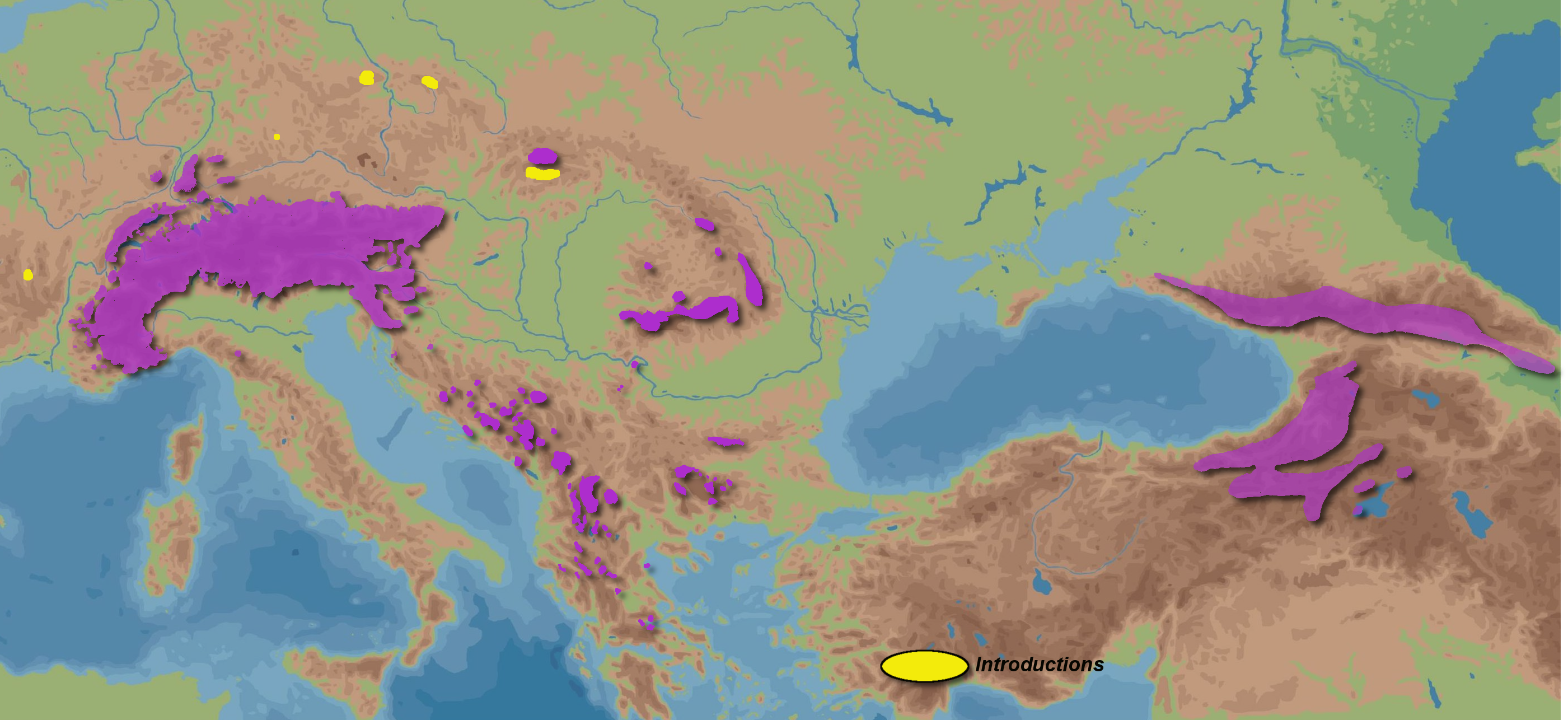
In viola l'areale del camoscio alpino, in giallo le zone in cui è stato introdotto dall'uomo.

Il camoscio alpino (Rupicapra rupicapra, Linnaeus 1758) è un mammifero artiodattilo appartenente alla famiglia dei Bovidi. Di aspetto molto simile alle capre, viene incluso con esse e con le pecore nella sottofamiglia dei Caprini. È piuttosto simile al camoscio dei Pirenei (Rupicapra pyrenaica) e al camoscio appenninico o d'Abruzzo (Sottospecie Rupicapra pyrenaica ornata), endemico dell'Appennino centrale e considerato a sua volta, una sottospecie del camoscio dei Pirenei.

## Sistematica

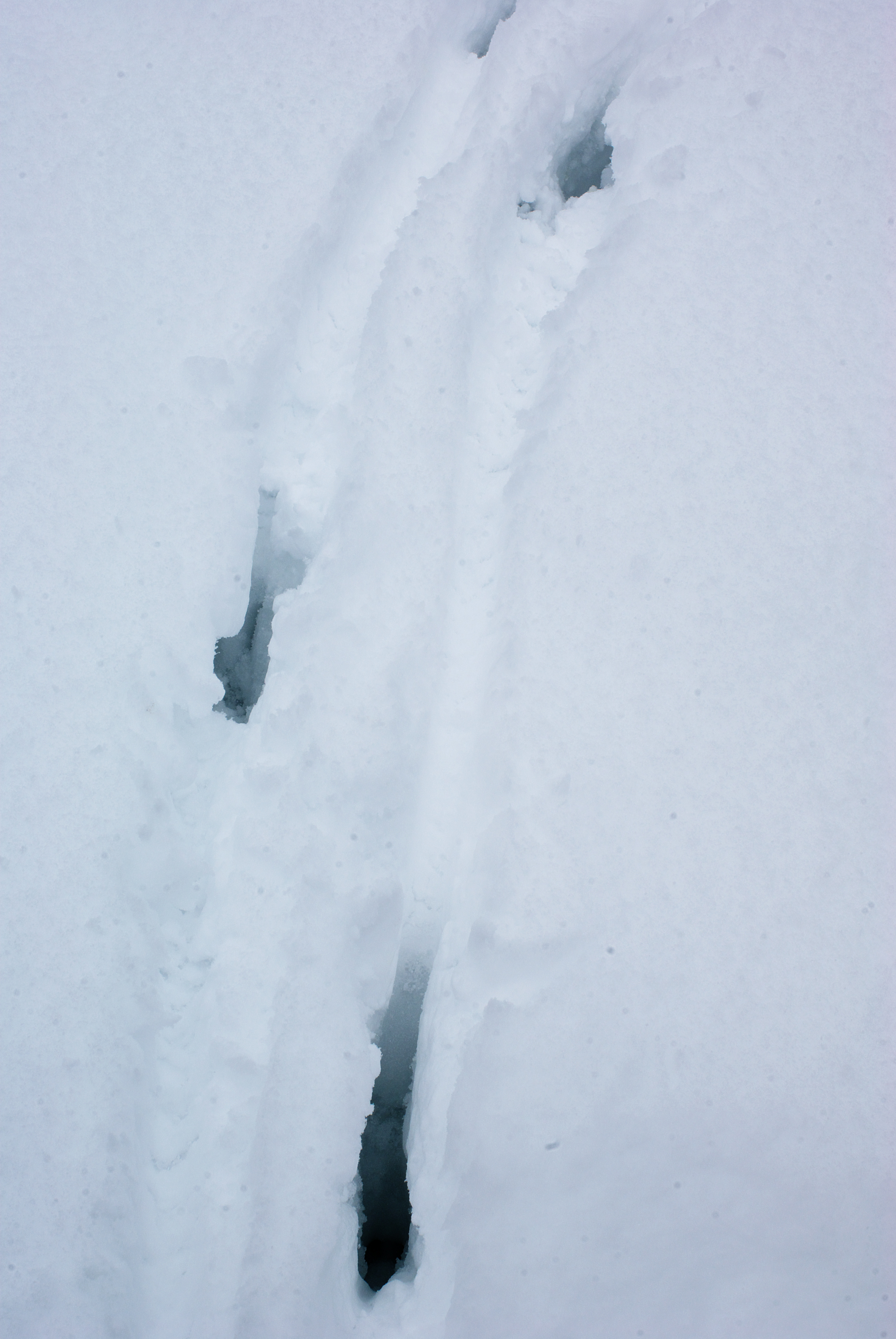
Impronte di camoscio nella neve, Lessinia, 2013

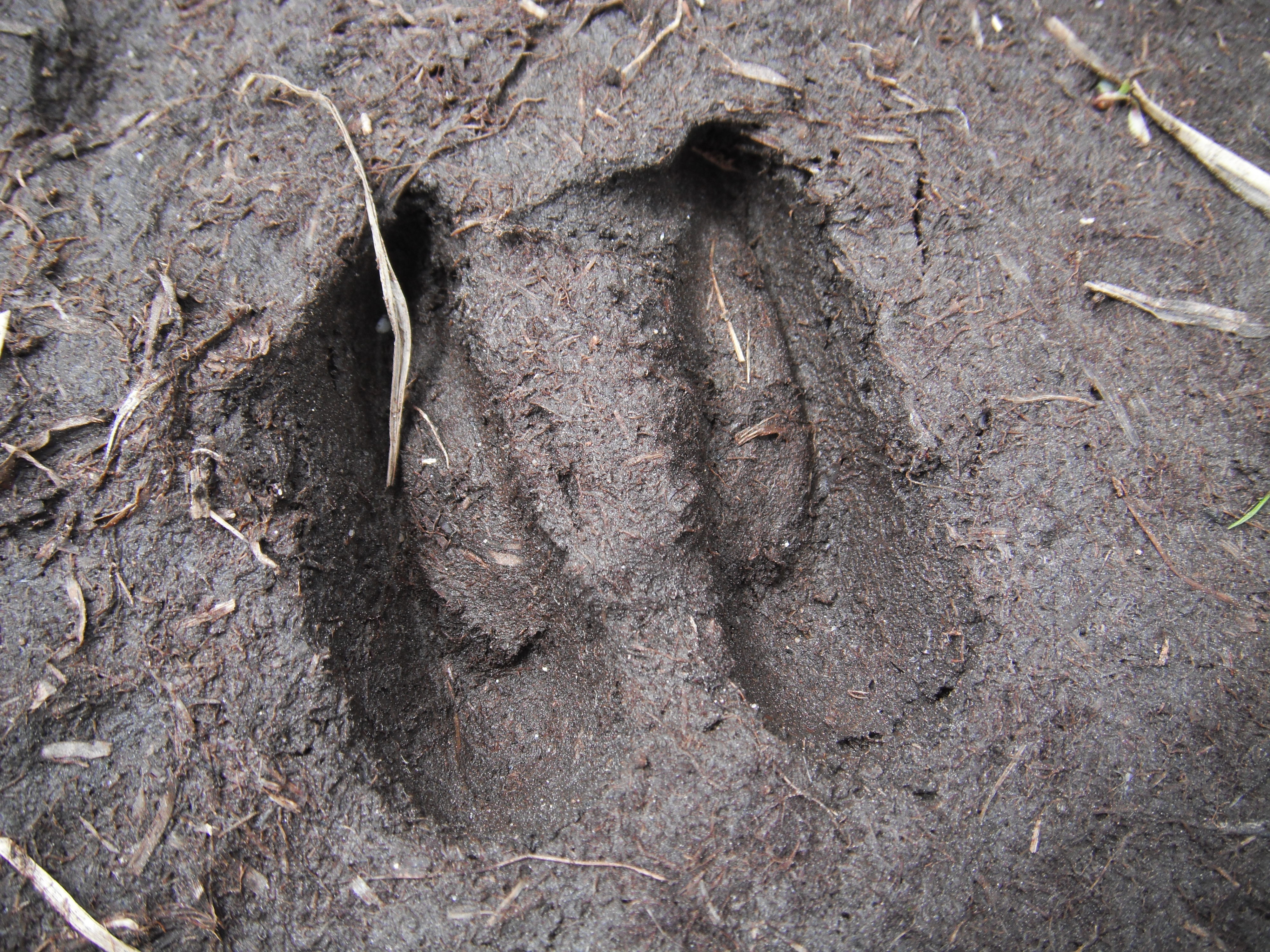
Impronte di Rupicabra rupicabra, Rila National Park, Bulgaria, 2014

Alla specie Rupicapra rupicapra vengono attribuite sette sottospecie (di cui cinque localizzate in Europa e due in Asia minore) che si caratterizzano per lievi differenze morfologiche:
- Rupicapra rupicapra rupicapra (Linneo, 1758), diffusa sull'arco alpino.
- Rupicapra rupicapra cartusiana, presente sulle Prealpi della Chartreuse.
- Rupicapra rupicapra tatrica, presente sui Monti Tatra.
- Rupicapra rupicapra carpatica, diffuso sui Carpazi.
- Rupicapra rupicapra balcanica, diffuso nella Penisola balcanica.
- Rupicapra rupicapra caucasica, diffuso nell'altipiano del Caucaso.
- Rupicapra rupicapra asiatica, diffuso in Asia Minore.

La validità di alcune di queste divisioni sottospecifiche ultimamente è stata messa in discussione.

## Distribuzione
I resti fossili più antichi di camoscio sono stati rinvenuti sui Pirenei e risalgono a 250-150 000 anni fa (Glaciazione di Riss).
La massima diffusione della specie si ebbe tra gli 80 000 e i 12 000 anni fa (Glaciazione di Würm): in quest'epoca, spinto dall'incalzare dei ghiacciai, il camoscio si distribuì in quasi tutta l'Europa centrale e in parte di quella centromeridionale.
Le successive mutazioni climatiche ed ambientali privarono questo ungulato (nelle zone meno elevate) dell'habitat idoneo alla sua sopravvivenza; conseguentemente il suo areale si ridusse e frammentò e incominciarono così a differenziarsi le diverse sottospecie.
Oggi il camoscio è presente nei sistemi montuosi del centro e del sud dell'Europa: Alpi francesi, Alpi italiane, Alpi svizzere, Alpi austriache, Alpi bavaresi, Liechtenstein, Catena del Giura, Slovenia e Balcani. A seguito di reintroduzioni, la specie è presente nella Foresta Nera, nei Vosgi; dal 1978 anche nel Cantal del Massiccio centrale francese. A nord raggiunge gli Alti Tatra.
Agli inizi del Novecento è stato introdotto in Nuova Zelanda.

### In Italia
In Italia è diffuso sui pendii montani delle Alpi con una popolazione che nel 1995 contava più di 100 000 unità e che è in espansione: 124 000 nel 2008, di cui 19 500 in Lombardia.

La maggiore presenza di individui è riscontrabile nelle province di Trento, Bolzano e Verona (Prealpi Veronesi) ed in Piemonte, nei cui territori risulta al momento concentrato il 62% dei camosci alpini italiani. 

Il suo limite meridionale in Italia è nella Provincia di Imperia, ove vi è una popolazione stanziale sul Monte Grammondo a circa 6 km in linea d'aria dal mare; inoltre sempre in Provincia di Imperia, grazie ad alcune particolarità del territorio, presenta una delle camosciare più basse come quota (Drego, ad una quota inferiore ai 1000 m s.l.m.)
Vi è una presenza di camosci anche nella contigua Provincia di Savona nella zona dal Monte Galero, oggi nuovo limite meridionale della distribuzione, anche se la presenza è dimostrata solo in modo stagionale e il numero di soggetti presenti è ancora troppo basso per sopportare un eventuale evento avverso. 
Dal 1994 si è insediato nel Carso triestino un piccolo gruppo di camosci probabilmente a seguito di una immissione illegale: questo evento ha spinto la Provincia di Trieste ad avviare uno studio per valutare la compatibilità della specie con l'ambiente locale; allo stato attuale, la popolazione si può ritenere stabile ed oltre i livelli di salvaguardia, creando un primato per la specie, sia per la distanza dal mare, sia per le quote basse.

## Anatomia e morfologia
Il camoscio è un ungulato che, per forme e dimensioni corporee (è il più piccolo tra i rappresentanti della sottofamiglia dei Caprini) e per la sua agilità, è assai più prossimo alle antilopi e alle saighe che non agli altri Bovidi che oggi condividono con lui l'ambiente alpino: stambecco (Capra ibex), muflone (Ovis musimon) e Capra selvatica (Capra aegagrus).

### Taglia e peso
La lunghezza totale del corpo, misurata dall'estremità della testa alla radice della coda, varia tra 130 e 150 cm nel maschio, e tra 105 e 125 cm nella femmina.
L'altezza, misurata al garrese, varia tra 85 e 92 cm nel maschio e tra 70 e 78 cm nella femmina.
Il peso corporeo è influenzato innanzitutto dall'età e dal sesso, e il valore massimo viene raggiunto intorno ai 5-9 anni: nei maschi adulti tale valore può raggiungere i 50 kg, nelle femmine adulte i 40–42 kg. Negli yearling (animali di un anno compiuto) il peso si aggira sui 15–20 kg. 

Il peso varia notevolmente nel corso dell'anno. I valori massimi si raggiungono nel periodo di maggiore accumulo del grasso, che corrisponde al mese di ottobre. I maschi adulti, al termine del periodo riproduttivo, arrivano a perdere quasi un terzo del loro peso corporeo, a causa del forte dispendio energetico durante le lotte tra rivali. 

In generale comunque, tra gennaio ed aprile si ha una diminuzione della massa corporea in tutti i soggetti, provati dalle dure condizioni invernali.

### Corporatura
Nel maschio la sagoma generale è più tozza, con maggior sviluppo del treno anteriore, mentre la femmina si presenta più longilinea, con preponderanza dell'addome e del treno posteriore; il collo, corto e tozzo nel maschio, è sottile nella femmina, tanto da dare l'impressione che quest'ultima abbia il muso più allungato rispetto al maschio.

### Mantello
Il mantello del camoscio è essenzialmente costituito da due tipi di pelo, in grado di proteggerlo dalle difficili condizioni climatiche dell'ambiente in cui vive. Esso fornisce una protezione ottimale che permette all'animale di sopportare le forti escursioni termiche cui è sottoposto.
Il pelo superficiale (lungo 2-4 cm), che costituisce la copertura più esterna, è più irsuto ed è in grado di inglobare grandi quantità d'aria, isolando termicamente il corpo dell'animale. 

Lo strato sottostante, detto pelo lanoso o primo pelo, è molto fine e di colore biancastro e tende a farsi più rado nel periodo estivo.
Il mantello è soggetto a due mute: una autunnale e una primaverile.

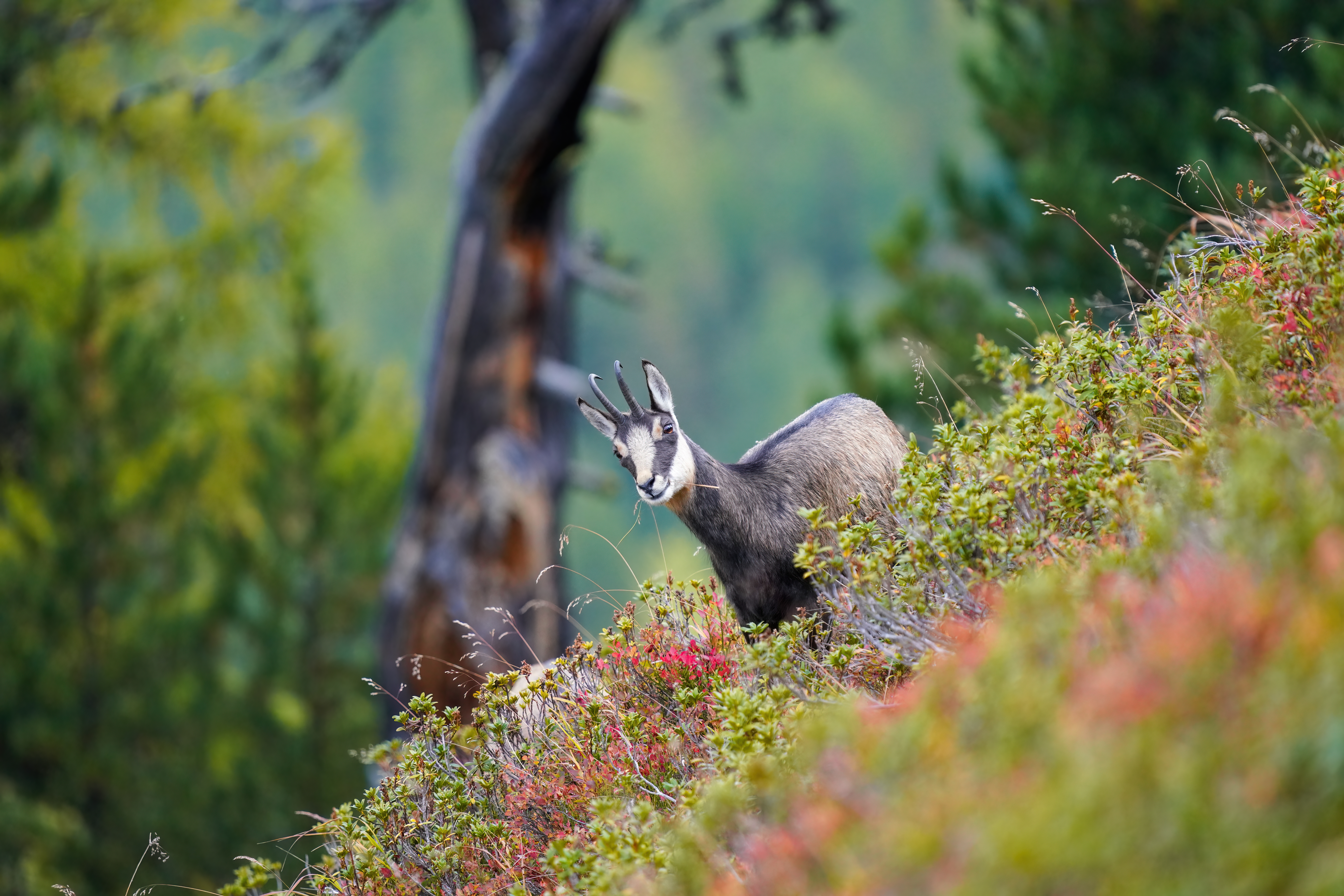
Camoscio nella Riserva Naturale della Foresta dell'Aletsch (Svizzera)

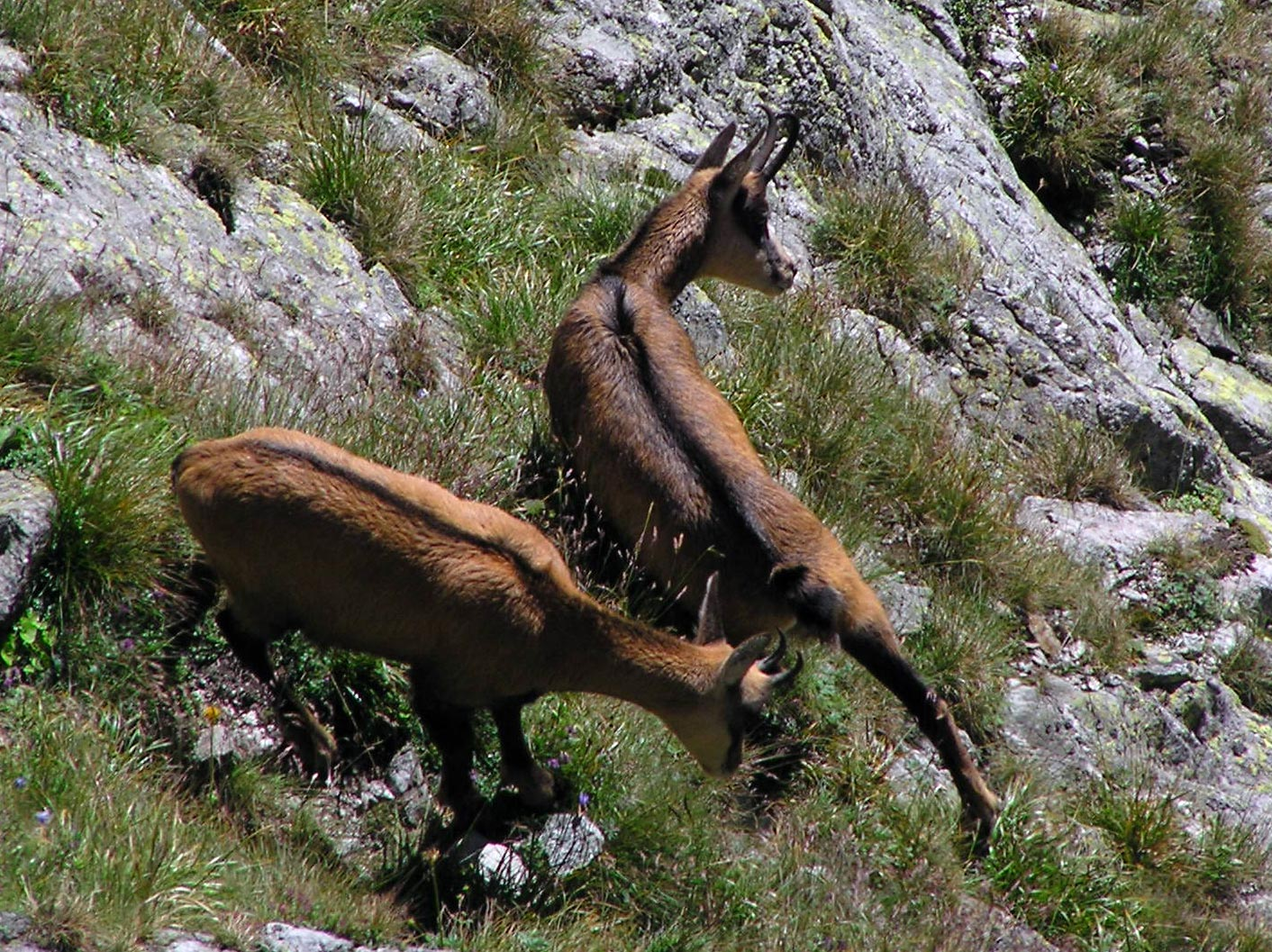
Due camosci "sorpresi" dall'alto: da notare la "barba dorsale" scura.

In inverno il pelo è lungo, morbido e folto, con una colorazione da bruno scuro a nerastro; grazie alla tonalità scura il pelo assorbe in larga misura i raggi solari, garantendo all'animale un'ulteriore fonte di calore. Le sole parti chiare sono la zona nasale, quella ventrale e lo specchio anale. 

In questa stagione, nei maschi, la silhouette è caratterizzata dal cosiddetto "pennello": un ciuffo di peli nella regione prepuziale, molto evidente dopo il quinto anno di età ma già ben accennato verso i tre anni.
Molto sviluppata nel maschio, ma presente anche nella femmina, è la "barba dorsale": una fascia di lunghi peli scuri (6-7 cm in estate, ma possono raggiungere i 30 cm nel periodo degli accoppiamenti) che si sviluppa lungo la linea mediana e che risulta folta soprattutto a livello del garrese e della groppa. Essa viene rizzata dall'animale quando si trova in situazione di pericolo o vuole affermare la propria dominanza nei confronti di un rivale.
La muta primaverile inizia a marzo e dura oltre tre mesi. Lo scuro manto invernale è allora sostituito da quello estivo, caratterizzato da peli più corti e ruvidi, con tonalità che vanno dal giallastro pallido al grigio rossastro. Fanno contrasto, per il colore più scuro, gli arti e, sul muso, una mascherina tra l'occhio e il labbro superiore. In entrambi i sessi una sottile linea di peli scuri segue la linea mediana dorsale. 
Questo manto viene conservato fino a fine agosto, quando incomincia la muta autunnale che si protrarrà fino a dicembre.
Sono stati riscontrati casi di melanismo e di albinismo che comportano il mantenimento di un pelo rispettivamente quasi nero o quasi bianco per tutta la vita dell'animale.

### Corna

Notare, della testa del camoscio, le corna ad uncino e la mascherina del muso.

Le corna, relativamente piccole e di un caratteristico nero ebano (o bruno scuro), sono permanenti (a differenza dei cervidi, che le hanno caduche e sono più propriamente definite Palchi), comuni ai due sessi e presentano una tipica forma ad uncino, con sezione grossolanamente circolare. In media raggiungono una lunghezza di 20–25 cm.
Sono composte da due parti ben distinte: la cavicchia ossea e l'astuccio corneo. Le cavicchie ossee sono protuberanze in continuità con l'osso frontale e perpendicolari ad esso. L'astuccio corneo, composto da cheratina (sostanza ricca di zolfo e elemento costituente fondamentale per pelo, unghie, piume e, appunto, corna), le circonda completamente ed è il corno propriamente detto.
La crescita annuale avviene a fasi alterne: durante la primavera (marzo-aprile), si ha la produzione di tessuto corneo, che si deposita alla base dell'astuccio; in inverno il processo si arresta, per effetto della variazione di luce e la carenza di nutrimento. Si formano così dei solchi anulari, visibili sulla superficie esterna del rivestimento corneo: si tratta dei cosiddetti "anelli di crescita" (o "anelli di giunzione"), il cui conteggio permette una valutazione attendibile dell'età dell'animale.
Iniziano a crescere fin dalla nascita e risultano visibili già in tenera età. L'accrescimento è maggiore nei primi tre anni di vita e minore negli anni successivi. Generalmente la crescita delle corna nel capretto è di 6–7 cm, quella nel camoscio di 1 anno è di 6–10 cm e quella nel camoscio di due anni è di 3–6 cm. Nel maschio di tre anni la crescita scende a 1-1,5 cm, e in quello di quattro anni essa arriva soltanto a 0,5 cm. A 5 anni il corno si restringe alla base, attorno alla cavicchia, e la crescita si limita negli anni successivi a 1–3 mm.
Il peso del solo astuccio corneo raggiunge i 70 g, un'inezia, se confrontato con i 3-6 kg dello stambecco.
Lo sviluppo delle corna non presenta sostanziale differenza tra i sessi; tuttavia, quelle del maschio presentano generalmente un diametro maggiore a livello della base, un'uncinatura più marcata (angolo di curvatura pari in media a 24º, contro i 51º nella femmina), e sono meno distanti tra loro nel punto di inserzione. La sezione, più ellittica in un sesso e più circolare nell'altro, come anche l'apertura, che nelle femmine comincia più distalmente che nei maschi sono altre caratteristiche che differenziano le corna maschili da quelle femminili. Tali caratteristiche comunque non sempre consentono un'attribuzione certa del sesso.
Sulle corna dei camosci che abitano in zone boscate e ricche di conifere, specie se maschi, si trovano frequentemente tracce di resina, dovute all'attività di sfregamento ("horning") contro alberi di conifere, praticata soprattutto durante il periodo riproduttivo.
Il camoscio d'Abruzzo, sottospecie del pirenaico, ha le corna mediamente più lunghe di quelle del camoscio alpino e con un angolo rispetto alla fronte maggiore.

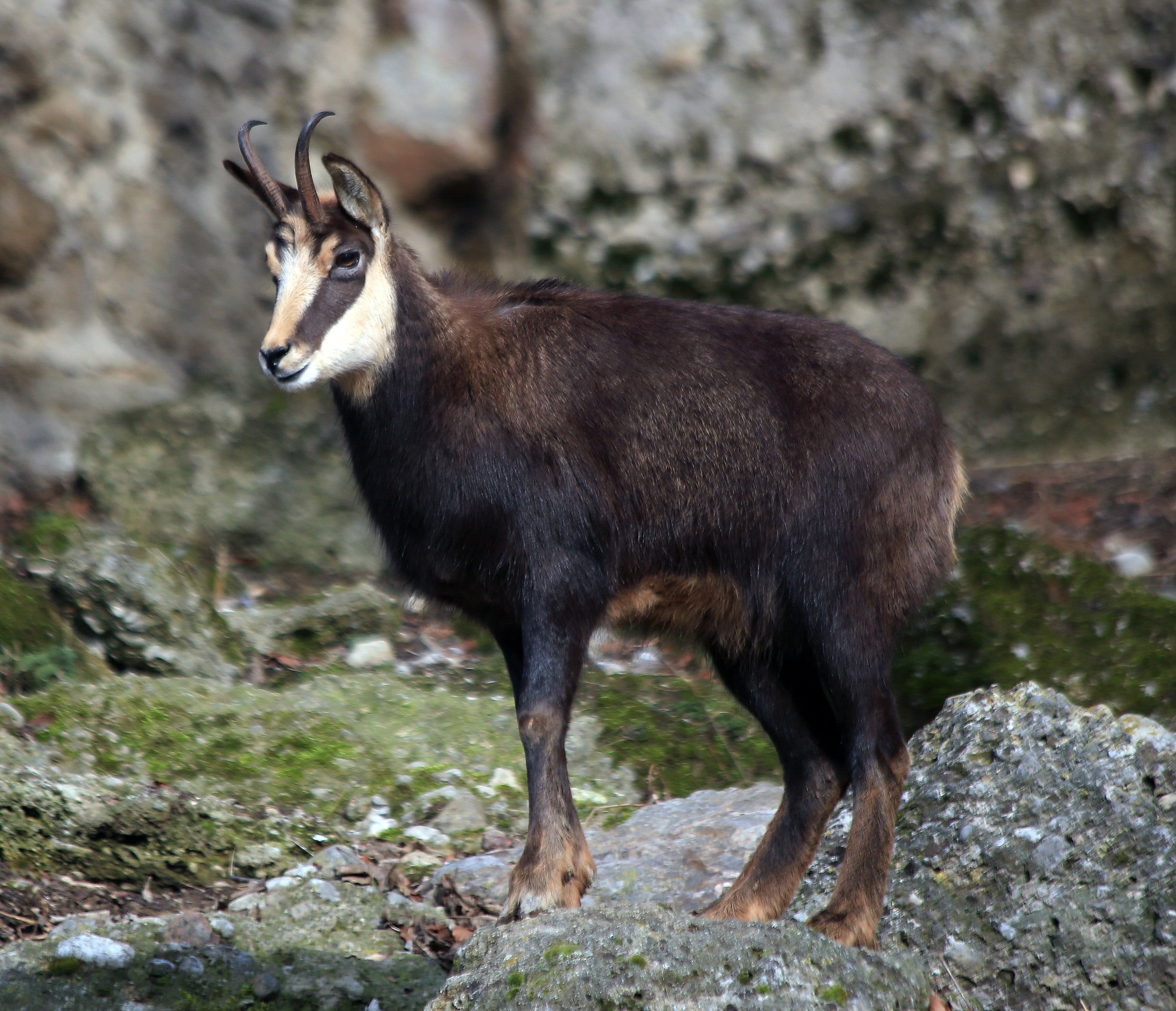
Camoscio allo zoo di Salisburgo

### Dentatura
Il camoscio adulto possiede, nella dentizione permanente, 32 denti così ripartiti:
- Mascella superiore
  - 6 premolari
  - 6 molari
- Mascella inferiore
  - 6 incisivi
  - 2 canini
  - 6 premolari
  - 6 molari

Ne deriva una formula dentaria così rappresentata:
Come in tutti i Bovidi, anche nel camoscio sono assenti gli incisivi superiori, che sono sostituiti da un cercine semilunare della mucosa ispessita e indurita. Tra l'ultimo incisivo e il primo molare inferiore è presente un diastema (una zona vuota).
Gli 8 incisivi e i 12 premolari (6 per ciascuna mascella) costituiscono i 20 denti "da latte" che vengono tutti sostituiti in seguito. I 12 molari si sviluppano in un secondo tempo, e soltanto come denti definitivi.
Attraverso l'analisi della dentizione è possibile avere un'idea dell'età dell'animale. Nel capretto (individuo di età inferiore all'anno) sono presenti solamente incisivi da latte; lo yearling (individuo che ha superato l'anno di vita) dispone di due incisivi definitivi, che risultano più grossi e con un'inserzione più bassa sulla gengiva; i soggetti di due anni possiedono 4 incisivi definitivi; dopo i quattro anni di vita i denti da latte sono del tutto assenti. 

Inoltre è un segno di età avanzata l'usura dentaria, che comporta la riduzione dell'altezza della corona degli incisivi e dell'altezza dei molari e dei premolari, con conseguente allargamento della superficie di masticazione ed appiattimento di quella triturante. La dentina, con il procedere del logorio, risulta sempre più visibile, essendo più scura dello smalto.

### Ghiandole e organi di senso
Il camoscio possiede ghiandole interdigitali, prepuziali e sovraoccipitali, le cui secrezioni sono probabilmente utilizzate nella comunicazione intraspecifica. 

Le ghiandole sovraoccipitali (delle dimensioni di una noce), presenti in entrambi i sessi, sono particolarmente sviluppate nei maschi durante il periodo riproduttivo (iniziano a crescere da settembre): la loro secrezione viene usata per marcare il territorio, quando l'animale sfrega la testa e le corna contro arbusti e rocce. 

Sembra che la sostanza fortemente odorosa rilasciata da queste ghiandole abbia anche la funzione di stimolare nelle femmine la predisposizione all'accoppiamento. Per tale motivo esse sono anche chiamate "ghiandole della fregola".
Il camoscio è dotato di una buona capacità olfattiva, ma anche di una buona vista proprio in relazione al suo biotopo, in gran parte aperto, che può determinare a volte una informazione olfattiva non molto affidabile, ad esempio a causa della variazione dei venti.

### Particolarità anatomiche
Il camoscio ha subìto adattamenti morfologici e fisiologici che gli hanno permesso di sopravvivere in ambienti dirupati e con forte innevamento.
Particolarmente adatto per la vita in montagna è lo zoccolo bidattilo (3º e 4º dito) con parti e durezza differenziate: il bordo esterno, duro ed affilato, permette di sfruttare i più piccoli appigli sulla roccia; i morbidi polpastrelli, aumentando l'attrito, evitano le cadute e le scivolate in discesa. 

Le dita dello zoccolo sono divaricabili e munite di una membrana interdigitale che fornisce una più ampia superficie d'appoggio, consentendo agili spostamenti anche sulla neve.
Il cuore, piuttosto voluminoso, è dotato di spesse pareti muscolari che garantiscono il mantenimento di una frequenza cardiaca di duecento battiti al minuto ed un'elevata portata sanguigna; questo permette al camoscio di risalire lunghi e ripidi pendii senza sforzi eccessivi. 

Un'ampia capacità polmonare e un elevato numero di globuli rossi (11-13 milioni per mm³) forniscono un'ottima ossigenazione del sangue anche in condizioni di alta quota, dove l'aria è più rarefatta.

## Longevità e Aspettativa di vita
I camosci possono raggiungere in teoria i 25 anni di età, ma in realtà pochi superano i 15-16 anni.
Dai 10 anni inizia la fase di "vecchiaia", il loro peso diminuirà costantemente fino alla loro morte. Il pelo perde il proprio colore diventando man mano sempre più grigiastro. 

Da questa età in avanti inizia ad aumentare il tasso di mortalità, che cresce ulteriormente superati i 14-15 anni.
Il fattore che più incide in tale crescita è l'usura dei denti: essa condiziona talmente la capacità di procurarsi il cibo che pochissimi individui sono in grado di superare i 21-22 anni.
I capretti (gli individui al di sotto di un anno di età) hanno un'aspettativa di vita del 50-70% in inverno e del 90% circa in estate.

## Habitat

Un camoscio nel Parco Nazionale del Gran Paradiso.

Il camoscio alpino vive di solito a quote comprese tra i 1 000 e i 2800 m di altitudine, includendo quindi l'orizzonte montano, caratterizzato da boschi di conifere (larice, abete rosso, pino silvestre e abete bianco) e/o latifoglie (faggio, castagno, con ricco sottobosco) intervallati da pareti rocciose e scoscese, l'orizzonte subalpino (con larici sparsi e macchie localizzate di ontano, pino mugo e rododendro) e l'orizzonte alpino (pascoli e zone rocciose al limite della vegetazione).
Alcune piccole popolazioni sono osservabili anche a quote decisamente inferiori, attorno ai 400 m di altitudine.
Nei periodi in cui la copertura nevosa è assente (maggio-ottobre) l'habitat ottimale è costituito da ambienti con vegetazione aperta, le praterie alpine di alta quota (sopra i 2 000 m). In questo periodo è facile osservare i camosci ai limiti dei nevai, sui pendii erbosi in ombra, negli anfratti rocciosi e sugli sfasciumi esposti a Nord. In caso di caldi molto forti, essendo una specie con una predisposizione al freddo, è capace a limitare la presenza al pascolo alle ore crepuscolari e passare il resto della giornata all'interno di boschi in ombra a ruminare.
Nel periodo dei parti (maggio-giugno) le femmine gravide hanno però un comportamento differente rispetto ai conspecifici; mentre questi (maschi adulti, giovani immaturi e femmine non gravide) risalgono progressivamente in quota seguendo il ricaccio dell'erba, esse si spostano per il parto su pendii poco accessibili o addirittura su pareti a strapiombo.
Nei mesi estivi si possono incontrare camosci anche a quote molto elevate: Couturier riporta l'osservazione di un soggetto a ben 4 750 metri di quota, non lontano dalla vetta del Monte Bianco.
In inverno (novembre-marzo) il camoscio scende a quote inferiori e tende a preferire zone a vegetazione arborea rada (ad esempio boschi di larice) e con esposizioni ad alto irraggiamento solare (est e sud-est), intervallati da versanti ripidi e rocciosi, dove si accumula poca neve. In queste aree riesce a nutrirsi e a spostarsi con minor dispendio di energie rispetto alle zone dove la coltre nevosa è più spessa.
J. Hamr seguendo alcune femmine nel Tirolo settentrionale ha rilevato la tendenza, da parte di alcuni branchi, a spostarsi in zone densamente forestate durante prolungati (2-5 giorni) periodi di pioggia, di forti venti (100 km/h) o in seguito all'attività di caccia attuata dall'uomo.
Secondo Von Elsner-Schack la scelta dell'habitat varia a seconda della stagione, e sono le disponibilità alimentari e la sicurezza di una via di fuga a determinare la scelta. 

L'habitat ottimale estivo è rappresentato dalle praterie alpine, che offrono un'ampia varietà, altamente appetita, di specie vegetali a diverso grado di maturazione. 

In inverno sono i ripidi pendii e le pareti rocciose ad essere preferiti, per lo scarso innevamento che lascia disponibile la vegetazione di suolo. 

Di fondamentale importanza, in ogni caso, è la presenza di zone rocciose e accidentate, frammiste alle zone di pascolo e utilizzate come vie di fuga in caso di minaccia. 

Proprio l'assenza di zone scoscese sarebbe il fattore limitante per l'utilizzo di pascoli di fondovalle (attorno agli 800–900 m) che altrimenti rientrerebbero nell'intervallo di tolleranza climatica di questa specie.
Secondo altri autori anche altri fattori ambientali, oltre la disponibilità di cibo e di vie di fuga, intervengono sulla scelta dell'habitat da parte del camoscio: l'esposizione dei versanti, l'inclinazione e le condizioni climatiche della zona in cui l'animale vive. 

L'esposizione, secondo Knaus e Schröder risulta importante soprattutto nei mesi invernali. 

Altrettanto può dirsi dell'inclinazione, anche se viene sottolineata da Couturier l'attitudine sempre rupicola della specie. 

La presenza di versanti con un'inclinazione compresa tra i 30 ed i 45-50 gradi viene considerata un elemento favorevole per la sopravvivenza invernale della specie.
Controversa è, invece, la valutazione sull'importanza delle precipitazioni nevose e della permanenza della neve al suolo. 
 
A differenza dello stambecco, il camoscio si sposta sulla neve con notevole disinvoltura, favorito dal particolare adattamento dello zoccolo. Tuttavia le aree meno innevate, o prive di neve, sarebbero nettamente preferite secondo alcuni autori e non secondo altri.
A seguito della nascita di nuovi nuclei di popolazione, in luoghi insoliti per la specie quali aree vicine al mare e con quote minori, si è osservato che il Camoscio attui una strategia di dispersione e colonizzazione di nuovi ambienti, se si attuano alcune condizioni precise. In particolare si è acclarato che non è importante per la specie l'innevamento del terreno (nonostante abbia una predisposizione negli zoccoli a tale terreni, oltre che una muta del mantello legata ai cicli stagionali della montagna e in ogni caso fortemente problematica in ambienti eccessivamente temperati), in quanto la specie sopporta (e si è adattata) la neve per sfruttare il terreno che compone il suo habitat; quindi si può affermare che l'adattamento morfologico del Camoscio alla presenza nevosa prolungata a terra è stata un mezzo per aiutarlo a vivere nel suo habitat e non la creazione di un vantaggio competitivo. Diversa questione occupa la presenza di ambienti rupicoli e in generale di forti pendenze, unita ad una disponibilità alimentare adeguata e varia (anche se discostante dalla dieta classica del Camoscio in alta quota, in quanto è dimostrato l'adattabilità del Camoscio a diverse diete, purché varie, vedasi il suo vivere sia in ambienti boscati che in ambienti più aperti), in quanto gli elementi di forti pendenze e disponibilità trofiche permettono allo stesso tempo un reale controllo del territorio (e senso di sicurezza) e la certezza di un'alimentazione costante. 
In ultimo, bisogna ricordare che eventuali condizioni favorevoli alla dispersione geografica della specie (quindi insediamento in territori che non fanno parte dell'habitat di elezione) devono essere supportati da contigui gruppi storici di popolazione, con buona salute e densità elevate, e da corridoi adatti al passaggio temporaneo della specie, in quanto in assenza di tali condizioni, il Camoscio adotta diverse strategie di autoregolamentazione della popolazione (quali aumento della mortalità o aumento dell'età delle primipare) che non portano ad un'espansione geografica della specie.

## Regime alimentare
Il camoscio è un ruminante, ovvero presenta lo stomaco diviso in quattro cavità: rumine, reticolo, omaso ed abomaso.
Fra gli Ungulati Ruminanti esiste una classificazione in base al tipo di alimenti selezionati. Si distinguono così tre categorie:
- brucatori o selettori di alimenti concentrati
- pascolatori o consumatori di foraggio grezzo
- erbivori di tipo intermedio

I primi (alce, capriolo) sono tipici utilizzatori di alimenti ricchi di principi nutritivi e basso contenuto in fibra (germogli, gemme, ecc.), presentano grandi ghiandole salivari, fegato molto sviluppato, piccolo rumine, corto intestino, cieco voluminoso; il loro regime alimentare prevede numerosi periodi di attività e di breve durata, mentre la digestione è piuttosto rapida.
I secondi (pecora, bovini, muflone) sono invece forti consumatori di foraggio grezzo, anche con alto tenore in fibra, hanno un'anatomia digestiva opposta ai precedenti e spendono il loro tempo dedicato all'alimentazione frazionandolo in un minor numero di periodi di attività di più lunga durata, fra i quali dedicano altrettante lunghe pause per la ruminazione.
Il camoscio si trova in una posizione intermedia, con una tendenza verso la categoria dei selettori, per la scelta che compie sia delle specie vegetali, sia della parte della pianta da consumare. In realtà può essere definito un "opportunista", in quanto, pur non appartenendo né all'una né all'altra categoria, è in grado di variare la sua dieta per quantità e qualità in rapporto alle influenze stagionali. 

La ricerca di cibo, comunque, svolge un ruolo fondamentale nelle abitudini del camoscio, condizionando la sua distribuzione e l'altitudine alla quale vivere con il succedersi delle stagioni.
Dalla sintesi bibliografica e dai dati ottenuti sperimentalmente da Dunant emerge che sono comprese nella dieta del camoscio alpino almeno 300 specie vegetali. 

Da dicembre a marzo l'alimentazione è costituita in prevalenza (dal 56 al 93%) da erbe secche, rinvenute scavando con gli zoccoli nella neve, da licheni, aghi e germogli di resinose (come abete bianco, pino cembro, pino mugo). 

In primavera, da aprile a maggio, vengono privilegiati germogli, erbe fresche e infiorescenze. Le specie selezionate appartengono soprattutto alla famiglia delle graminacee (Agrostis rupestris, Festuca sp., Poa alpina, Poa laxa, Poa pratensis), e al gruppo delle Dicotiledoni erbacee (Bromus erectus, Colchicum autunnale, Plantago alpina, Trifolium alpinum, Trisetum flavescens) (100% del totale secondo Perle & Hamr). 

L'estate, da giugno a settembre inoltrato, rappresenta il periodo di maggiore abbondanza vegetale e consente agli animali di selezionare minuziosamente le essenze preferite; compaiono nella dieta del camoscio, in buona percentuale (dal 25 al 38%), le piante erbacee (Lotus corniculatus, Medicago sativa, Trifolium alpinum) e i giovani germogli degli arbusti (Juniperus sp. e Rhododendron sp). 

La quantità di vegetali ingerita può essere notevole tenuto conto che il contenuto ruminale di un grande maschio può pesare anche più di 10 kg. 

In autunno, mesi di ottobre-novembre, si assiste al progressivo ritorno all'alimentazione invernale, con una dieta costituita per il 50-60% dalle graminacee tardive (Festuca sp., Poa sp.), per circa il 20% da altri tipi di piante erbacee e per il restante 20-30% da arbusti come Juniperus sp., Rhododendron sp. e Vaccinium myrtillus. Ad ottobre inoltrato i depositi di grasso, accumulati da giugno, raggiungono i massimi livelli: serviranno come riserva energetica durante il periodo degli amori e per supplire alle carenze alimentari della stagione fredda.
Il fabbisogno idrico viene soddisfatto con l'acqua presente nei vegetali ingeriti o depositata su di essi sotto forma di rugiada. I sali minerali (sodio, calcio, fosforo e magnesio) vengono invece integrati leccando le rocce e le muffe.
Come per altri ruminanti selvatici, l'attività alimentare è più intensa all'alba e al tramonto. Nel corso della giornata si osservano da due a tre periodi di alimentazione, intervallati da lunghi periodi di ruminazione; in estate l'attività di alimentazione si protrae anche nelle ore notturne.

## Comportamento sociale
Il camoscio viene descritto come un animale "gregario" da A. Kramer e W. Schröder, e il comportamento sociale, sempre secondo Kramer, sembra essere legato all'esistenza di gerarchie all'interno dei gruppi.
In realtà, essendo l'organizzazione sociale di una specie in stretta relazione con il comportamento degli individui che la compongono, questa definizione risulta essere valida soprattutto per le femmine. Queste ultime, infatti, vivono per la maggior parte dell'anno in gruppi di dimensioni mutevoli, regolati da diversi fattori: disponibilità alimentare, condizioni morfo-climatiche del territorio, struttura e densità della popolazione, comportamenti riproduttivi. Questi gruppi, oltre che dalle femmine, sono formati dai capretti e, talvolta, anche da qualche giovane di 2-3 anni.
Il tratto più evidente dell'organizzazione sociale dei camosci è la segregazione sessuale. Infatti, durante la maggior parte dell'anno, ad eccezione del periodo riproduttivo, gli adulti dei due sessi vivono, anche geograficamente, separati e questa tendenza si rafforza con l'età.
I maschi sub-adulti (3-5 anni) tendono a vivere isolati o aggregati in piccoli gruppetti (2 o 3 individui), sono molto mobili sul territorio e compiono spostamenti altitudinali di una certa importanza. 

I maschi adulti tendono ad essere solitari e, durante l'anno, frequentano aree di 300-500 hm², solitamente a quote inferiori rispetto alle femmine.

### Territorialità nei maschi
In autunno, con l'avvicinarsi del periodo degli accoppiamenti, i maschi si avvicinano ai branchi delle femmine, scese a quote più basse. 

Durante questo periodo, per poche settimane, marcano e difendono un proprio territorio di pochi ettari all'interno del quale tentano di trattenere le femmine mediante rituali di corteggiamento.
Il camoscio marca il proprio territorio fregando le corna contro gli arbusti, i ciuffi d'erba e le rocce in modo da depositare la sostanza odorosa prodotta dalle ghiandole "della fregola", situate proprio dietro il trofeo; allontana qualunque altro maschio adottando comportamenti di minaccia diretta e indiretta. 

Quando un maschio maturo incontra un altro camoscio assume il caratteristico atteggiamento di "imposizione": il collo e la testa sono portati eretti, il pelo e la "barba dorsale" vengono drizzati, i movimenti sono solenni e, a tratti, viene scrollata la muscolatura. 

Questo comportamento intimidatorio è di solito sufficiente ad allontanare un animale ancora giovane, ma se l'avversario ha un "grado gerarchico" simile si può assistere a lunghi inseguimenti a velocità sostenuta che possono anche terminare con un contatto violento tra i due animali.

### Riproduzione
Il periodo riproduttivo inizia solitamente a fine ottobre per concludersi nella seconda metà di dicembre; il culmine degli accoppiamenti si verifica a cavallo fra gli ultimi giorni di novembre e primi giorni di dicembre.
L'estro della femmina dura dalle 36 alle 72 ore e, se essa non è stata fecondata, si ripete dopo circa tre settimane. 

Il periodo dell'estro si verifica una sola volta all'anno e modifica in modo rilevante il comportamento dell'animale. I camosci, come già detto, tendono ad essere più gregari e si possono osservare, in questa fase, branchi di 40-50 individui, che si raggruppano nelle aree dei pascoli alpini su versanti scoscesi. 

Alla fine di dicembre, con il termine del calore, gli animali si separano progressivamente e riprendono le loro attività abituali.
La gestazione dura 160-170 giorni; il periodo delle nascite va quindi dal 15 maggio al 15 giugno. In generale la femmina di camoscio partorisce un solo capretto: i parti gemellari sono del tutto eccezionali.
Nei maschi la maturità sessuale viene raggiunta intorno al 18º mese di vita ma, per motivi di competitività, non si riproducono prima dei 4-5 anni di età. 

Le femmine possono partorire già a 2 anni ma l'età del primo parto cade più frequentemente a 3 anni.

### Legame tra femmina e capretto

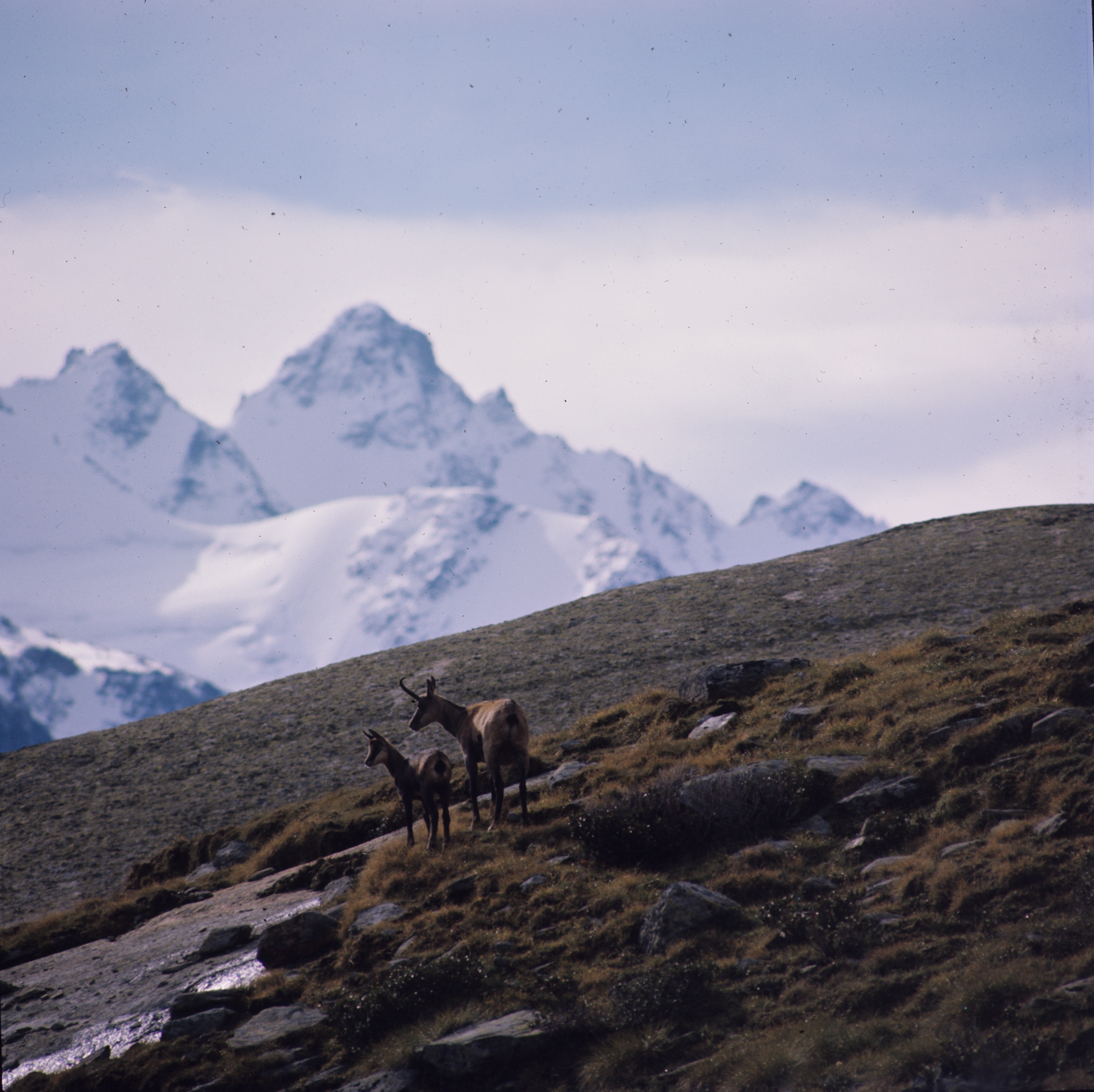
Femmina di camoscio con capretto nel Parco Nazionale Gran Paradiso

L'unico legame stabile in questa specie è quello che unisce le femmine al loro piccolo dell'anno (il "capretto"), determinando in questo modo la costituzione di una società aperta e matriarcale. 

Questo rapporto esclusivo si instaura durante i primissimi giorni di vita del capretto: la madre, avvicinandosi il momento del parto, si allontana dal gruppo isolandosi in un luogo idoneo e appartato. 

Dopo pochi giorni dai parti, che avvengono in sincronia, si formano gruppi costituiti dalle femmine e dai nuovi nati, che si localizzano in preferenza sui pascoli alpini. 

Queste zone sono in grado di offrire le risorse alimentari necessarie al dispendio energetico dovuto alla lattazione e di garantire al capretto un migliore apporto nutritivo. 

I pascoli alpini vengono scelti anche se, essendo zone aperte, espongono i giovani capretti al pericolo della predazione; le femmine confidano, infatti, nella presenza di un alto numero di individui che garantisce la sorveglianza collettiva dei piccoli. 

Il piccolo rimane con la madre per tutto il primo anno di vita, fino al momento del parto successivo quando viene allontanato. Nel caso in cui invece la femmina non sia gravida, può capitare che questo legame si prolunghi di un anno.
A tal fine, è consuetudine venatoria vietare l'abbattimento della femmina, se seguita dal piccolo dell'anno, dato che un abbattimento in periodo venatorio (soprattutto se nel primo mese) può portare al deperimento del capretto se non alla morte per predazione o fame.

## Caccia in Italia
In ossequio alla legge 157/92 dell'11 febbraio 1992 che regola l'attività venatoria, in Italia la specie è cacciabile esclusivamente nella modalità della caccia di selezione, all'interno dei comprensori alpini di caccia (non è contemplata la possibilità della caccia nelle zone non alpine, dato che non è l'habitat della specie), sulla base di piani di abbattimento predisposti dallo stesso Comprensorio Alpino, in collaborazione con la Provincia e la Regione, che emana appositi, rispettivamente, provvedimenti e leggi atti a regolare l'attività. Anche in Trentino e in Alto Adige, dove non vale la legge nazionale, vi è una legislazione simile. Inoltre, il camoscio, per motivi legati al primato della presenza naturale (ovvero la non estinzione nell'arco alpino), dopo un periodo di assenza di regole nel primo dopoguerra, è l'unico ungulato per cui la legge italiana prevede da oltre quarant'anni un divieto esplicito dell'utilizzo di cani da seguita per la caccia.